# シュヴァルフランセ
シュヴァル・フランセ（Cheval Français、正式名称Société d'Encouragement du Cheval Français (SECF)、フランス速歩競走協会）はフランスの競馬統括機構、並びにパリ地区の競馬施行体である。設立は1864年10月21日。
フランス競馬では、平地競走・障害競走・繋駕速歩競走・騎乗速歩競走の4種類の競走形態が行われているが、シュヴァル・フランセはこの内速歩競走（繋駕速歩競走及び騎乗速歩競走）を担っている。平地競走・障害競走はフランスギャロが統括している。先進国で複数の競馬統括団体を設置しているのは、フランスと日本（地方競馬全国協会と日本中央競馬会の2団体）程度である。
自らパリで競馬を開催しており、ヴァンセンヌ競馬場等を所有する。地方競馬はシュヴァル・フランセを母団体とする
230余りの競馬施行団体が個別に開催し、シュヴァル・フランセはそれらを統括する役割を持っている。